# Trzęsak morszczynowaty
Trzęsak morszczynowaty (Tremella fuciformis Berk.) – gatunek grzybów z rodziny trzęsakowatych (Tremellaceae).

## Systematyka i nazewnictwo
Pozycja w klasyfikacji według Index Fungorum: Tremella, Tremellaceae, Tremellales, Incertae sedis, Tremellomycetes, Agaricomycotina, Basidiomycota, Fungi.
Po raz pierwszy opisał go w 1856 r. Miles Joseph Berkeley.

## Charakterystyka
Grzyb tremelloidalny. Wytwarza białe, przypominające liście paproci, galaretowate bazydiokarpy (owocniki). Jest szeroko rozpowszechniony, szczególnie w strefie tropikalnej, gdzie można go znaleźć na martwych gałęziach drzew liściastych.
Trzęsak morszczynowaty jest grzybem pasożytniczym, który rośnie w postaci śluzowatej błonki, aż do chwili napotkania swoich preferowanych gospodarzy, różne gatunki grzybów z rodzaju Annulohypoxylon lub Hypoxylon, po czym je infekuje, co wyzwala agresywny rozrost jego grzybni, niezbędny do sformowania owocników.

## Zastosowanie
Jest grzybem uprawnym i leczniczym, jednym z najpopularniejszych grzybów w kuchni i medycynie Chin. Łagodzi objawy astmy, chroni organizm przed patogenami i poprawia stan i wygląd skóry. W tradycyjnej medycynie chińskiej uważa się, że przywraca młodość. Jeden z zawartych w nim polisacharydów ma ogromną zdolność do zatrzymywania wody – może jej wchłonąć 500 razy więcej, niż wynosi jego waga. Tą własnością przewyższa używane w tym celu kosmetyki glicerynę i kwas hialuronowy i ta jego własność umożliwia mu przywracanie skórze młodego wyglądu. Ponadto chroni skórę przed stanami zapalnymi, a dzięki zawartości kwasu kojowego ułatwia pozbycie się piegów i przebarwień.
Jest grzybem jadalnym. Nie posiada żadnego smaku i zapachu, ale może być używany do deserów, a w kuchni chińskiej na jego bazie robi się z niego zupę zwaną lok mei.